# Жатва в славянской традиции

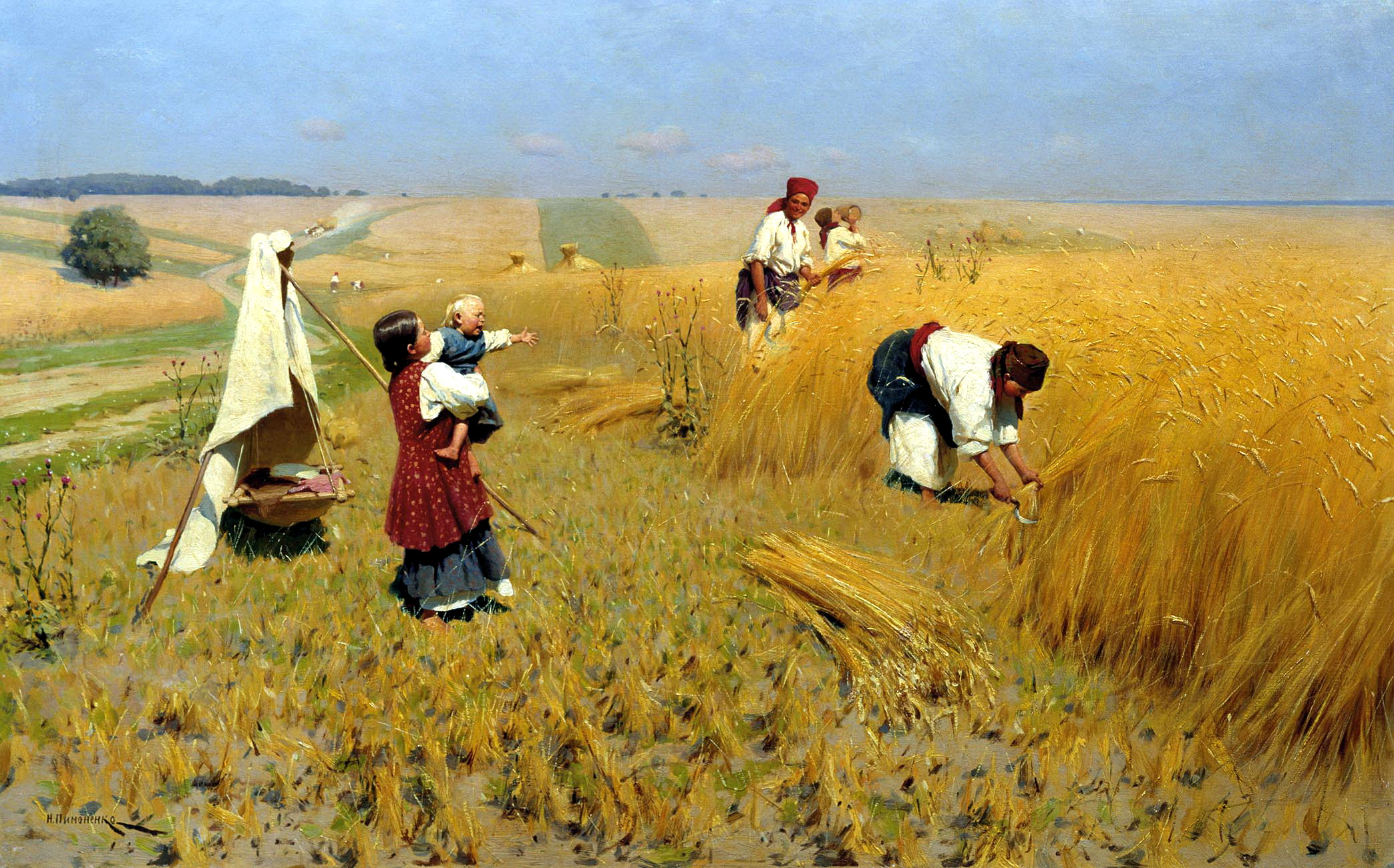
Н. К. Пимоненко. Жатва на Украине. 1896

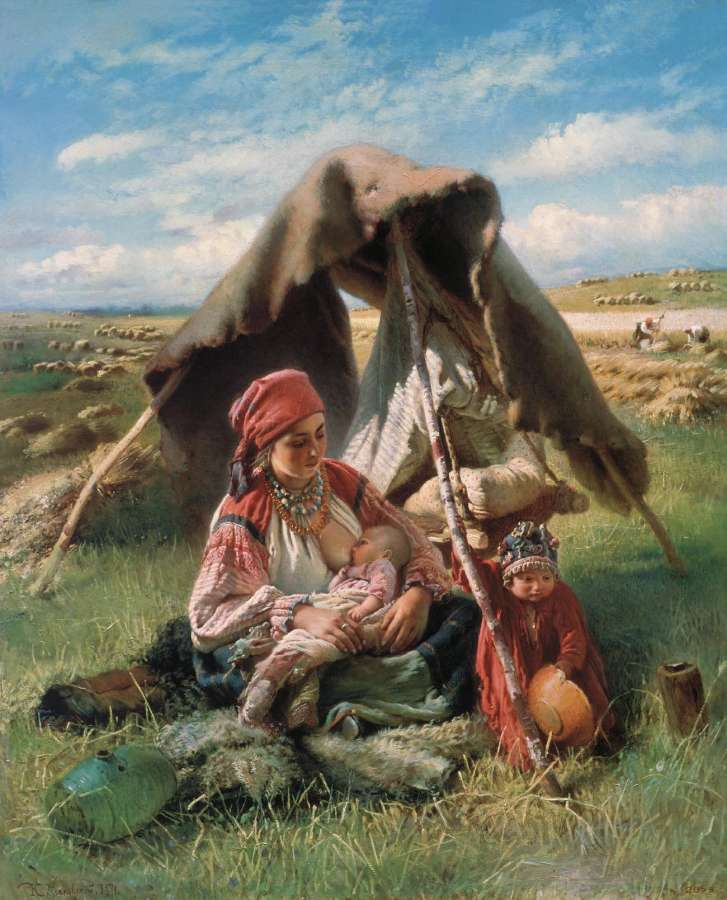
К. Е. Маковский. Жница. 1871

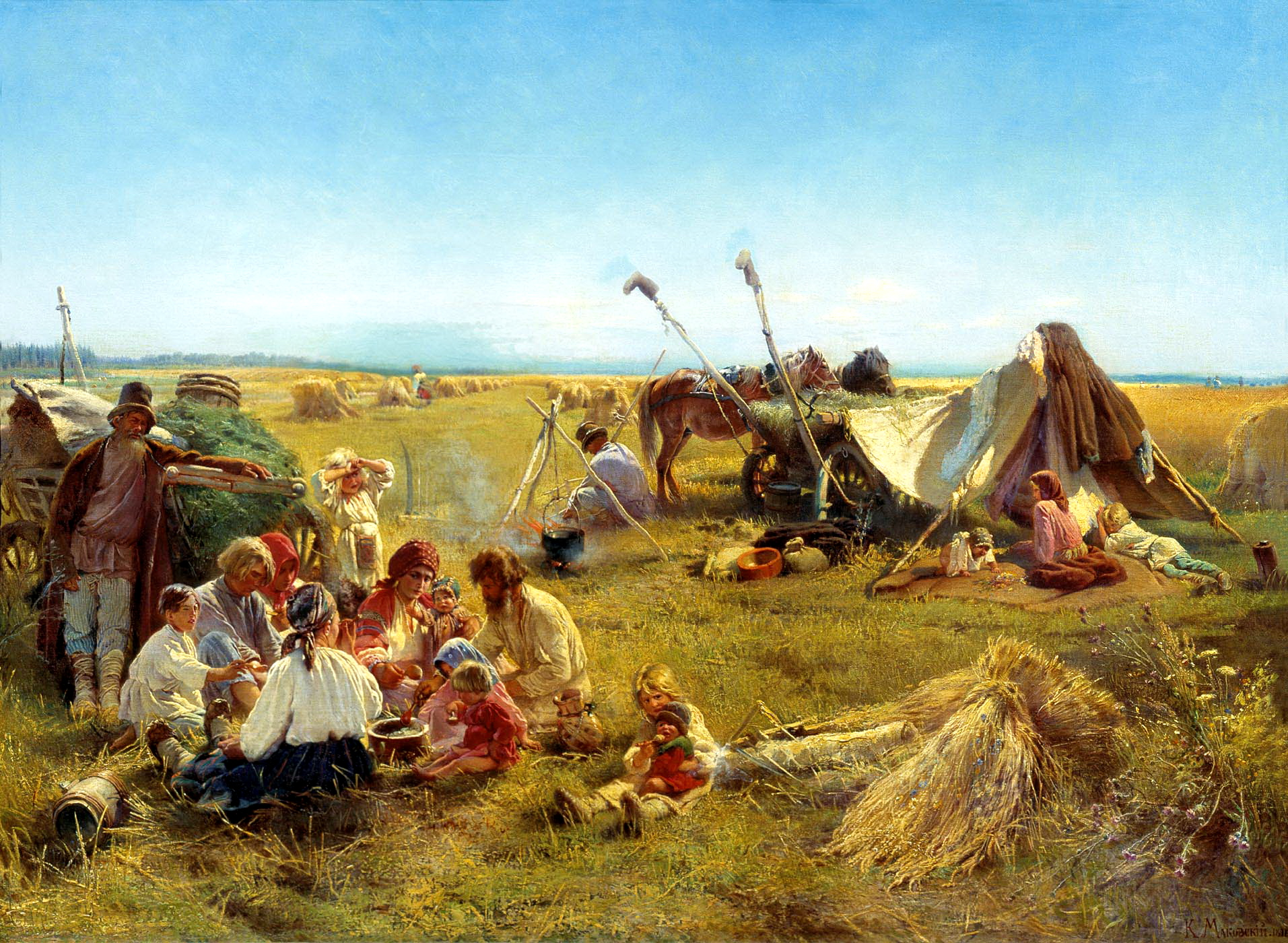
К. Е. Маковский, Крестьянский обед в поле. 1871

Жа́тва (процесс уборки злаковых культур) — период в хозяйственном календарном цикле славян. В обрядовом комплексе, сопровождавшем жатву, особенно выделялись ритуалы, отмечающие её начало (зажинки) и окончание (обжинки, дожинки).

## Традиции
Обычно рожь, пшеницу, ячмень повсюду жали серпом, считалось большим грехом косить пшеницу косой. Если плохую пшеницу нельзя было сжать серпом, её вырывали с корнем. Гречиху, овёс, горох почти всегда косили косой.
Хотя время уборки урожая определялось в каждой местности климатическими и погодными условиями, тем не менее во многих местах её стремились приурочить к календарным праздникам, близким по срокам к жатве. Например, у русских начинали уборку (зажинали) яровых со дня Прокопия-жатвенника 8 (21) июля или после Ильина дня 20 июля (2 августа) (ср.: «Илья лето кончает, жито зажинает»).
В ряде мест до начала жатвы хозяева ходили в поле смотреть, поспело ли зерно и пора ли приступать к жатве  (ср. бел. название обычая «аглядзіны жыта»). Перед жатвой совершался также крестный ход на ниву, которую священник окроплял святой водой и благословлял (рус).
Начало жатвы (зажин, зажинки) было обставлено целым рядом ритуалов и магических действий, из которых главным считался правильный выбор зажинщицы», т.е. такой жницы, которая славилась надёжным здоровьем, силой, ловкостью, «лёгкой рукой».
Начало зажинок, как правило, сопровождалось специальными заговорными формулами. Первые сжатые колосья несли освящать в церковь, торжественно вносили в амбар или в дом, ставили под иконы, где оставляли их до молотьбы (см. Колос, Сноп, «Борода»). Иногда день накануне жатвы отмечался общими празднествами и угощениями.
Важная роль при зажине отводилась магии, защищавшей работников от болей в пояснице и руках.
Другой восточно-славянский жатвенный ритуал — обвязывание пучками злаковых стеблей любого, кто первый раз появился в поле, не будучи участником жатвы. Часто он совершался по отношению к хозяину поля наёмными жнецами или лицами, приглашёнными для толочной работы.
В период жатвы соблюдались особые правила поведения и запреты. Чтобы не навлечь грозы и пожаров на собранный в поле хлеб, прекращали работы в те календарные праздники, которые приходились на время страды (например, дни Бориса и Глеба, Пантелеймона-Зажимного, Св. Павла и др.); в эти дни старались не зажигать в домах огня и даже не топили печи (см. Ильин день, Огненная Мария, Пантелеймон Целитель). 
Выходить на жатву следовало каждый день чисто вымытым и в белой одежде; в ряде областей в поле выходили в особой — «жатней» рубахе, которая могла быть украшена вышивкой и кружевом.
Запрещалось увязывать в сноп колосья, сжатые другой жницей, чтобы «не завязать у неё будущих детей». При уходе с недожатого участка поля оставляли с края две горсти колосьев, положенных крест-накрест (в.-слав.).
Если в текущем году в семье был покойник, то первый снопок, срезанный при зажине, не вносили в дом, а бросали его прямо в поле, «каб мышы i птушкi памянулі нябожчыка».
Во многих славянских традициях сохранились представления о том, что в несжатых колосьях скрываются обитающие в злаках полевые духи или души умерших родственников.